# Stephan Plannck

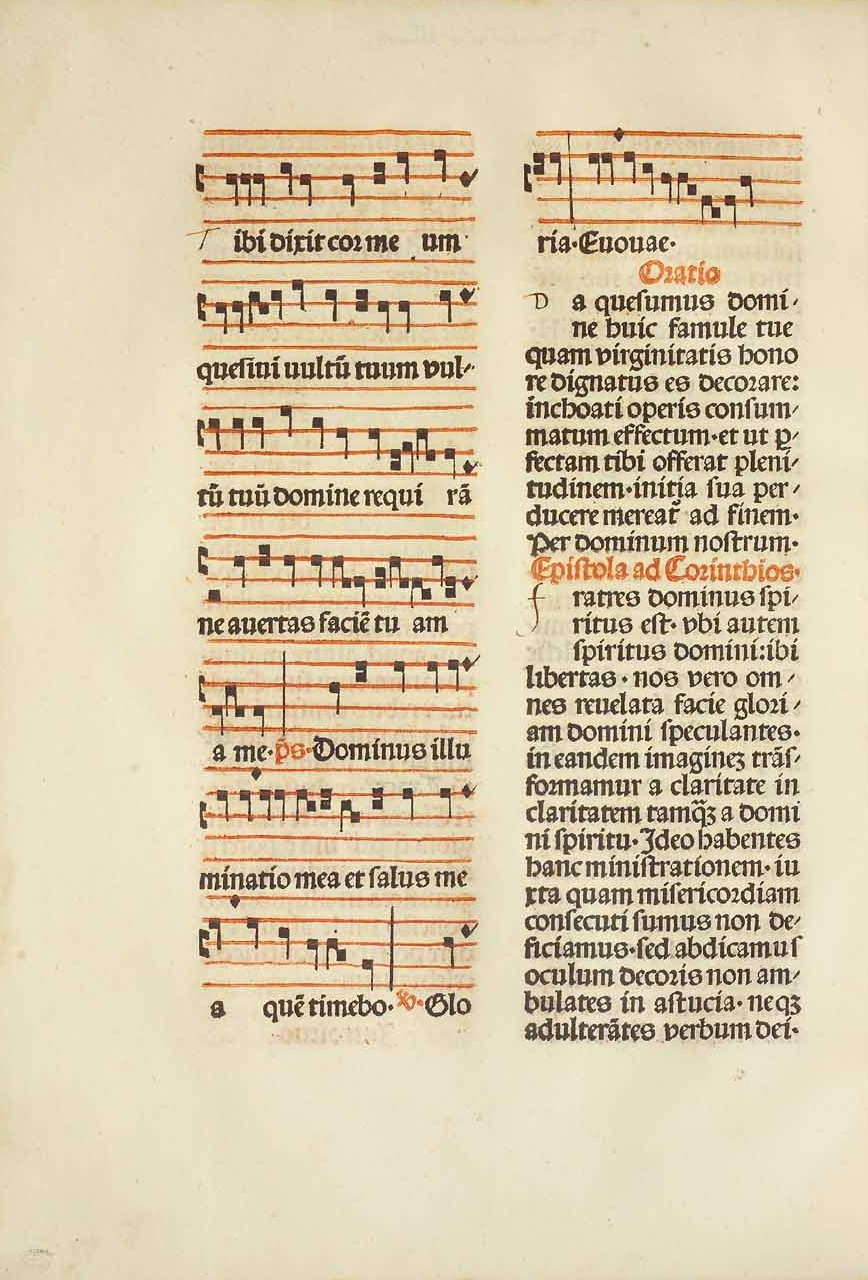
Introitus, Collecta und Beginn der Epistel; Proprium der Äbtissinnen-Benediktion im Pontificale Romanum, gedruckt von Stephan Plannck in Rom, 1485

Stephan Plannck (* um 1457 in Passau; † 17. Februar 1501 in Rom) war ein Buchdrucker in Rom.

## Leben und Wirken
Etwa 1479 übernahm der aus Passau stammende Stephan Plannck die Offizin Ulrich Hans an der Via Mercatoria (im Abschnitt, welcher heute (2005) Via del Pellegrino heißt), der wichtigsten Geschäftsstraße im spätmittelalterlichen Rom. Dieses Haus wurde von der Bruderschaft der Deutschen an der Kirche Santa Maria dell’Anima vermietet. Der Bruderschaft des Campo Santo Teutonico traten Planck und seine Frau Margaretha im Jahr 1482 bei. Ein Jahr später zahlte er drei Dukaten um der Bruderschaft am Hospital Santo Spirito in Sassia angehören zu können. Etwas später trug er unter anderem auch Ulrich Han in das Bruderschaftsbuch des Hospitals ein. Stephan Plannck starb am 17. Februar 1501 im Alter von 44 Jahren und wurde auf dem Campo Santo begraben. Seine Frau vermachte dem Campo Santo vor ihrem Tod im Jahre 1511 die stattliche Summe von 612 Dukaten.
Mehrfach druckte Plannck das Missale Romanum, dabei druckte er in zwei Arbeitsgängen, zuerst in rot Rubriken und Notenlinien, dann schwarz Text und Noten (hier: römische Quadratnotation). Nach diesem Verfahren und mit den gleichen Typen für Notenzeichen war auch 1476 der erste datierte Notendruck mit beweglichen Lettern durch Ulrich Han hergestellt worden. Mary Kay Duggan vermutet, dass Stephan Plannck an diesem Inkunabeldruck beteiligt gewesen sein und die Typen für die Notenzeichen geschnitten haben könnte. Weitere Werke mit Noten aus der Presse Planncks sind zwei Auflagen des Pontificale Romanum, die einzigen im 15. Jahrhundert gedruckten, in den Jahren 1485 und 1497 herausgegeben von Agostino Patrizi Piccolomini,  und ein Manuale Baptisterium.
Zahlreiche Auflagen der Mirabilia urbis Romae in lateinischer und deutscher Sprache druckte Plannck im Laufe seiner Druckertätigkeit. Viele Käufer fand auch die von ihm gedruckte Menge an juristischen Schriften, welche den Geschäftsgang der Kurie verständlicher machten. Bücher, welche bei der Seelsorge hilfreich waren, produzierte Plannck ebenfalls in größerer Zahl. Ein weiterer Schwerpunkt der Tätigkeit Planncks war der Druck astrologischer Werke, so mehrere Ausgaben des Lunarium von Bernat de Granollachs
(* 1421; † um 1487). Eine sichere Einnahmequelle war der Druck von Reden zu besonderen Gelegenheiten, der von ihren Verfassern finanziert wurde, welche dann zur Vergrößerung des eigenen Ruhms die Verteilung übernahmen. Als erster druckte Stephan Plannck 1493 die lateinische Übersetzung des Briefs von Christoph Kolumbus über seine Entdeckungen, diese Fassung wurde schnell andernorts nachgedruckt. Plannck veröffentlichte im selben Jahr auch noch eine zweite, verbesserte Auflage.
Stieg in den 1470er-Jahren die Zahl der in Rom tätigen Drucker an, so sank sie ab etwa 1485 stark, bis um 1490 nur noch Eucharius Silber und Stephan Plannck in Rom druckten. Beide druckten zahlreiche leichtverkäufliche und wenig umfangreiche Schriften. Ein Teil des Typenmaterials und der Holzschnitte aus Planncks Offizin wurden ab 1503 von Sigismund Mayr in Neapel benutzt.